# Piret Järvis
Cet article possède un paronyme, voir Jarvis.
 (décembre 2023).
Si vous disposez d'ouvrages ou d'articles de référence ou si vous connaissez des sites web de qualité traitant du thème abordé ici, merci de compléter l'article en donnant les références utiles à sa vérifiabilité et en les liant à la section « Notes et références ».
Piret Järvis, née le 6 février 1984 à Tallinn (Estonie), est chanteuse, guitariste, présentatrice de télévision et membre du groupe Vanilla Ninja. Elle effectue ses études secondaires à l’École n° 21 de Tallinn, où elle fait la connaissance de Katrin Siska, avant d’entamer des études supérieures en communication. Elle coprésente quelques émissions de télévision, comme The Crazy World (avec le DJ Alari Kivisaar) et, à l’été 2003, SuveFizz.
Parallèlement, elle apprend à jouer de la guitare et du piano, et chante dans des chorales. Elle cherche à monter un groupe avec Katrin Siska lorsque se forme Vanilla Ninja, et les paroles qu’elle a écrites sont utilisées pour les premières chansons du groupe.
Malgré ses capacités vocales, elle reste en retrait dans l’album Vanilla Ninja. Elle est plus présente dans Traces of Sadness, par exemple dans "Liar", où le chant est partagé entre Maarja Kivi, Lenna Kuurmaa et elle. Le départ de Maarja Kivi renforce encore sa présence vocale dans Blue Tattoo, où elle interprète notamment tous les couplets de "I Know". 
En règle générale, Piret Järvis sert de porte-parole au groupe.